# Камейко, Яков Ефимович
Яков Ефимович Камейко (24 ноября 1911, д. Клетное, Игуменский уезд, Минская губерния, Российская империя — после 1996, Москва) — советский военный и общественный деятель, участник Великой Отечественной войны, генерал-майор.

## Биография
Родился 24 ноября 1911 года в деревне Клетное Игуменского уезда Минской губернии Российской империи (ныне Пуховичский район Минской области Республики Беларусь) в крестьянской семье.
До 1930 года проживал с родителями, учился в 7-летней школе. После окончания школы работал секретарём, председателем Пуховического районного комитета крестьянских товариществ взаимопомощи, председателем сельского совета. 1927 год — вступил в ВЛКСМ. С 23 сентября 1931 года — на военной службе. 1934—1938 годы — курсант Минской пехотной объединённой Белорусской военной школы. C 1938 года — член ВКП(б). 1938—1939 годы — командир курсантской роты того же училища. 1939 год — август 1941 года — слушатель Военной академии имени М. В. Фрунзе. Август—декабрь 1941 года — помощник начальника оперативного отдела штаба 51-й отдельной армии Южного фронта. Декабрь 1941 года — 17 мая 1942 года — начальник штаба 302-й горно-стрелковой дивизии. 17 мая 1942 года — ранен и эвакуирован сначала в Темрюк, затем в Сталинград и Астрахань. 1942 год — сентябрь 1942 года — после излечения начальник штаба 5-й истребительной противотанковой дивизии. Сентябрь 1942 года — июнь 1945 года — начальник оперативного отдела штаба 28-й армии. Июнь 1945 года — октябрь 1945 года — начальник оперативного отдела штаба 36-й общевойсковой армии. Октябрь 1945 года — апрель 1948 года — слушатель Военной академии Генерального штаба. Апрель 1948 года — март 1950 года — заместитель начальника оперативного управления штаба Прикарпатского военного округа. Март 1950 года — апрель 1953 года — заместитель начальника управления боевой и физической подготовки Ленинградского военного округа. Апрель 1953 года — июль 1956 года — начальник штаба 4-го гвардейского армейского корпуса. Июль 1956 года — 1958 год — командир 2-й пулеметно-артиллерийской дивизии. 1958 год — август 1960 года — командир 132-й мотострелковой дивизии. Август 1960 года — октябрь 1961 года — командир 67-й гвардейской мотострелковой дивизии. Октябрь 1961 года — февраль 1967 года — военный комиссар Саратовской области.
С февраля 1967 года — генерал-майор в отставке. Работа на должности начальника отдела кадров Саратовского юридического института им. Д. И. Курского.
Умер в Москве после 1996 года.

## Награды
- Орден Красной Звезды
- Орден Красной Звезды
- Орден Александра Невского
- Орден Отечественной войны I степени
- Орден Отечественной войны II степени
- Орден Красного Знамени
- Орден Красного Знамени
- Орден Суворова II степени
- Орден Богдана Хмельницкого II степени
- Орден Жукова[6]
- Медаль «За боевые заслуги»
- Другие медали